# La esfinge maragata (película)
La esfinge maragata es una película española de drama estrenada en 1950, dirigida por Antonio de Obregón y protagonizada en los papeles principales por Paquita de Ronda, Luis Peña y Juan José Martínez Casado.
La película es una adaptación cinematográfica de la novela homónima de la escritora Concha Espina, publicada en 1914.

## Sinopsis
La acción se desarrolla en una hacienda maragata que está hundiéndose en la miseria, cuya situación únicamente puede solucionarse mediante un matrimonio de conveniencia. Pero la chica casadera, durante un viaje en tren, se enamora de un joven poeta y es correspondida. La familia se opone a esa relación, puesto que la han prometido en matrimonio con un hombre de buena posición.

## Reparto
- Paquita de Ronda como Mariflor Salvadores
- Luis Peña como	Rogelio
- Juan José Martínez Casado como Antonio Salvadores
- Juan de Landa como Tío Cristóbal
- Julia Caba Alba como Tía de Mariflor
- Fernando Fernández de Córdoba
- Carmen Reyes
- Gabriel Algara
- Juanita Mansó
- Julia Pachelo
- Manena Algora
- Emilio Pages
- Concha López Silva
- Mari Paz Molinero